# Portulaca hirsutissima
Portulaca hirsutissima är en portlakväxtart som beskrevs av Jacques Cambessèdes. Portulaca hirsutissima ingår i släktet portlaker, och familjen portlakväxter. Inga underarter finns listade i Catalogue of Life.